# East Haven (Vermont)
Pour les articles homonymes, voir East Haven.
East Haven est une ville américaine située dans le Comté d'Essex, dans le Vermont. Selon le recensement de 2020, sa population est de 270 habitants.